# 齊藤雄大
齊藤 雄大（さいとう ゆうた、1989年3月4日 - ）は、元車椅子ソフトボール日本代表監督。北海道出身・在住。一般社団法人「HOKKAIDO ADAPTIVE SPORTS」代表。愛称は「ゆうちゃん」「齊藤さん」。

## 経歴
札幌龍谷学園高等学校を経て、北翔大学大学院修士課程を修了。生涯学習学修士号（Master of Lifelong Learning Studies）、中高保健体育専修教員免許を有している。卒業後も同大学北方圏生涯スポーツ研究センターで研究を務め、車椅子ソフトボールに関する研究活動を継続している。実践だけではなく、積極的に学会発表や論文執筆を行っており、「歩く車椅子ソフトボール辞典」と呼ばれるほど、車椅子ソフトボールの第一人者として活動している。
現在は北海道メディカルスポーツ専門学校で教員を務めている傍ら、学校に併設する総合型地域スポーツクラブの北海道ハイテクアスリートクラブのアドバイザーも勤める。その他、北翔大学や近畿大学で非常勤講師を務めている。
2008年の北翔大学在学時、日本で普及前だった「野球型車椅子競技」車椅子野球の研究を始めた。2011年北翔大学大学院に進学し、海外の動向を調べると、すでにアメリカを中心に普及していた車椅子ソフトボールの存在を知り、それに目をつけた。2012年堀江航らとともにチームJAPANを結成し、アメリカシカゴで開催されたNational Wheelchair Softball Tournament に初参戦を果たした。これが、日本における車椅子ソフトボールの始まりである。帰国後、すぐに日本車椅子ソフトボール協会設立の準備を始めた。2012年、UHBの番組内で初のアメリカ遠征が特集され、「車椅子ソフトボールつまんない」という選手に対して「活躍しないからじゃないですか？」とスタッフとして選手をなだめる様子が放送された。
2013年4月、日本車椅子ソフトボール協会設立が設立され、技術強化部長に就任した。同年7月には全日本車椅子ソフトボール選手権大会が開催され、健常プレイヤーとしてホームラン競争で王者に輝いた。この頃、上智大学陸上部として北海道ハイテクアスリートクラブに練習に来ていた元野球選手の鷲谷修也（駒大苫小牧・ワシントンナショナルズ）と出会い、車椅子ソフトボールに勧誘した。逆に鷲谷からも野球黄金世代で構成する88年会にへの誘いを受けた。第1回全日本選手権開催に従事し、会場設営中にインタビューを受け、「アメリカもこうしてるんで。」と答えなぜか炎上した。
2014年8月にアメリカシカゴで開催されたWheelchair Softball Junior World Series を視察。それ以来、日本でのジュニア選手への働きかけの重要性を唱えている。
2015年には日本代表監督に就任し、同年8月に開催されたWheelchair Softball World Series 2015 in Mississippiでは初のDivison1トーナメントに進出し第6位に導いた。翌年のWheelchair Softball World Series 2016では5位であった。
2016年7月に北海道千歳市で開催された車椅子ソフトボールワールドチャンピオンカップ（アメリカ・韓国・ナイジェリア・日本）では、決勝のアメリカ戦で4-5のスコアで惜敗を喫したが、最強アメリカと互角に戦った事が評価を受けた。
2017年3月に車椅子ソフトボールに関する研究論文を発表した。
2018年にはアリゾナ大学とテキサス大学で様々なアダプテッド・スポーツを学ぶ。
2019年4月には、今後のソフトボールの未来を担う大役を務める。HOKKIDO ADAPTIVE SPORTS（通称ハス）を設立。障がい者スポーツのグラスルーツ活動をしている。
2020年はコロナ禍により活動を狭められる。
2021年7月、第8回車椅子ソフトボール全日本選手権にDe-kkaidosとして出場。圧倒的戦力を有しながらも最終回サヨナラ負けを喫し、「来年があるじゃないですか！」と小学生に慰められた。
投稿論文
https://cir.nii.ac.jp/crid/1390009692525040640
記事
https://amview.japan.usembassy.gov/disabled-sports/